# RhB Xrot m
Als Xrot m wird bei der Rhätischen Bahn eine mit Dieselmotor angetriebene Schneeschleuder bezeichnet.

## Xrot m 9216

### Geschichte
Vor der Neubeschaffung der Xrot m 9216 besass die RhB zur Schneeräumung nur zwei Dampfschneeschleudern der Berninabahn, zwei Stammnetz-Dampfschneeschleudern und eine kleine Elektroschneeschleuder der Berninabahn und diverse Spurpflüge. Insbesondere der Betrieb und Unterhalt der Dampfschneeschleudern war sehr kostenintensiv. Man suchte daher nach einer neuen Art der Schneeräumung.
Für die Entwicklung und Herstellung der Fahrzeuge standen zwei Firmen zur Auswahl. Zum einen war dies Rolba, die ein System mit Walzfräsen propagierten, zum anderen Beilhack, die ein System mit Stirnradschleudern anbot. Das bei den Dampfschneeschleudern verwendete Leslie-System stand nicht zur Auswahl, da bei diesem sehr hohe Schubkräfte nötig sind. Gebaut wurde die Schneeschleuder schlussendlich von Robert Aebi (RACO) in Regensdorf, wobei das Schleuderaggregate von der Firma Beilhack aus Rosenheim geliefert wurde.
Bei der Beschaffung dieser neuen Art von Schneeschleudern war man der Meinung, dass es effizient sei, mit einer kleinen Schneeschleuder regelmässig die Schneewälle zu beiden Seiten der Gleise wegzuschleudern, welche durch die Spurpflüge angehäuft wurden. Die Vorteile dieser Art sind, dass ein Spurpflug vor regulären Zügen die günstigste Variante der Schneeräumung ist, und dass durch regelmässigen Einsatz zur Beseitigung der angehäuften Schneewälle auch eine kleine Schneeschleuder genügt.

### Aufbau
In der Entwicklungsphase kam seitens Beilhack die Idee von seitlich ausfahrbaren Schleuderrädern und somit variabler Breite auf. Bei der RhB wurde diese Idee zu Beginn mit Skepsis betrachtet, da man an der mechanischen Stabilität dieser Konstruktion zweifelte. Heute ist diese Bauart mit seitlich ausfahrbaren Schleuderrädern weit verbreitet. Trotz der bescheidenen Leistung von 220 kW hat sie ein Schleudervolumen von bis zu 3 000 t/h bei einer Höhe von 1,94 m und maximal 4 m Breite.
Die Schneeschleuder ist auf ihrem Drehgestell um 180° drehbar. Die volle Leistung des Dieselmotors wird für den Antrieb der Schleuderräder verwendet, sie muss also von einem zusätzlichen Triebfahrzeug geschoben werden.

### Einsatz
Durch ihre äusserst kleine Grösse, verglichen mit den Dampfschneeschleudern, bekam sie sofort den Übernamen „Schleuderina“. Für grosse Schneemengen nach einem starken Schneefall oder Lawinenniedergang war sie nicht geeignet, jedoch zeigte sie mit ihren bis zu 4 m Räumbreite beim Beseitigen von angehäuften Bordwällen ihre Stärken. Trotz des erfolgreichen Einsatzes blieb sie die Einzige ihrer Gattung.
Zu Beginn übernahm sie den Grossteil der Schneeräumung auf der Albula Nordseite. Heute ist sie im Depot Chur Sand stationiert und übernimmt die Schneeräumung auf der Arosalinie.

## Xrot m 9214

### Geschichtliches
Nach der Eröffnung des Vereinatunnel im Jahre 1999 entstand in den Wintermonaten ein Mangel an Schneeräumgeräten bei der RhB, um die beiden Verladeportale zu räumen. Daraufhin wurde die Schweizer Firma Zaugg AG in Eggiwil mit dem Bau eines Schleuderaggregats beauftragt. Das fertige Schleuderaggregat wurde dann bei der RhB auf den Unterbau des abgebrochenen Güterwagen Gbk-v 5606 (Baujahr 1913) aufgebracht.
Die Xrot m erhielt die Nummer 9214 in einer Zweitbesetzung, nachdem die Bernina-Dampfschneeschleuder diese als Xrot d 9214 bereits besass.

### Einsatz
Im Winter ist die Schneeschleuder in Davos stationiert und wird vor allem für die Räumung der Vereina Verladeportale verwendet. Die Räumleistung beträgt 5000 t/h.